# دمیترو پریما
دمیترو پریما (اوکراینی: Дмитро Анатолійович Прима؛ زادهٔ ۱۳ مارس ۱۹۸۵) بازیکن فوتبال اهل اوکراین است.
از باشگاه‌هایی که در آن بازی کرده‌است می‌توان به باشگاه فوتبال فورسکلا پولتاوا و باشگاه فوتبال استال کامیانسکه اشاره کرد.